# Іст-Чикаго (Індіана)
Іст-Чикаго (англ. East Chicago) — місто (англ. city) в США, в окрузі Лейк штату Індіана. Населення — 26 370 осіб (2020).

## Географія
Іст-Чикаго розташований за координатами 41°39′2″ пн. ш. 87°27′4″ зх. д. / 41.65056° пн. ш. 87.45111° зх. д. (41.650459, -87.451123). За даними Бюро перепису населення США в 2010 році місто мало площу 41,83 км², з яких 36,49 км² — суходіл та 5,35 км² — водойми.

## Демографія
Згідно з переписом 2010 року, у місті мешкало 29 698 осіб у 10 724 домогосподарствах у складі 7197 родин. Густота населення становила 710 осіб/км². Було 12958 помешкань (310/км²).
Расовий склад населення:
| - 42,9 % — чорних або афроамериканців - 35,5 % — білих - 0,6 % — корінних американців - 0,1 % — азіатів - 18,1 % — осіб інших рас |

До двох чи більше рас належало 2,8 %. Частка іспаномовних становила 50,9 % від усіх жителів.
За віковим діапазоном населення розподілялося таким чином: 31,4 % — особи молодші 18 років, 57,3 % — особи у віці 18—64 років, 11,3 % — особи у віці 65 років та старші. Медіана віку мешканця становила 30,9 року. На 100 осіб жіночої статі у місті припадало 88,1 чоловіків; на 100 жінок у віці від 18 років та старших — 82,9 чоловіків також старших 18 років.
Середній дохід на одне домашнє господарство становив 38 197 доларів США (медіана — 26 486), а середній дохід на одну сім'ю — 41 015 доларів (медіана — 29 384). Медіана доходів становила 32 457 доларів для чоловіків та 30 249 доларів для жінок. За межею бідності перебувало 35,9 % осіб, у тому числі 56,2 % дітей у віці до 18 років та 15,0 % осіб у віці 65 років та старших.
Цивільне працевлаштоване населення становило 9549 осіб. Основні галузі зайнятості: освіта, охорона здоров'я та соціальна допомога — 20,1 %, мистецтво, розваги та відпочинок — 17,2 %, виробництво — 15,0 %.

## Персоналії
- Бетсі Палмер (1926—2015) — американська акторка кіно і телебачення.